# Gerbrandypark (Amsterdam)

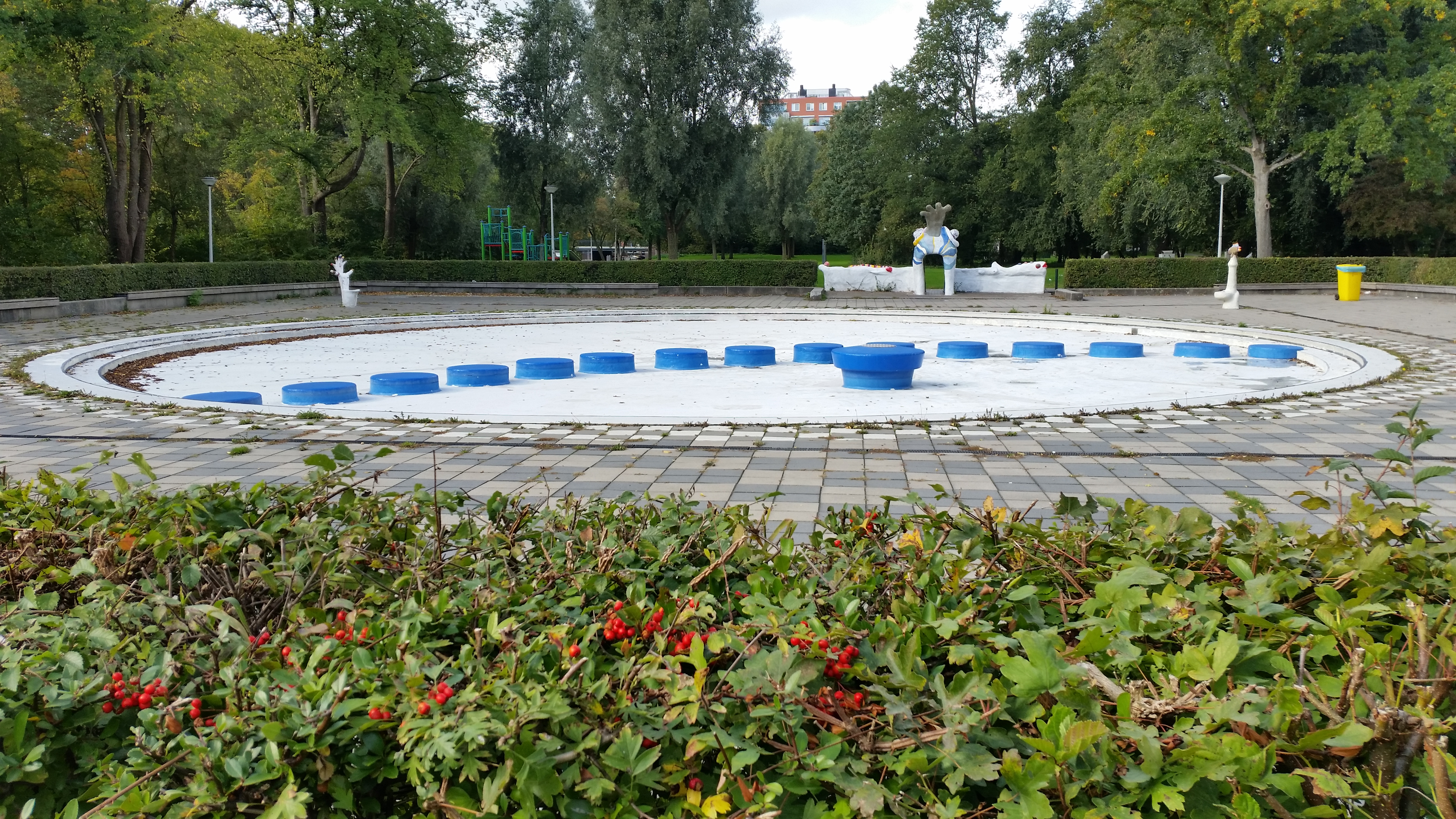
Pierenbad in het Gerbrandypark, met op de achtergrond De kleine kameleon (2018)

Het Gerbrandypark is een stadspark in Amsterdam Nieuw-West. Het park ligt langs de Burgemeester Van Tienhovengracht in Slotermeer tussen de Ringspoorbaan en het Plein '40-'45.
Het park werd aangelegd tussen 1957 en 1965 en in 1963 vernoemd naar de Nederlandse politicus en staatsman Pieter Sjoerds Gerbrandy (1885-1961).
Het park werd in 1990 ingedeeld bij stadsdeel Geuzenveld-Slotermeer. Tussen 2005 en 2009 onderging het park een grote opknapbeurt. Er is ook een Gerbrandypark in Nieuwegein, in de wijk Galecop.

## Voorzieningen
In het Gerbrandypark zijn een speelplaats met een pierenbadje van Aldo van Eyck, twee tennisbanen en een voetbalveld (kunstgras). Ook is er een officieel hondenlosloop gebied. Er mag in dit park niet gebarbecued worden. Volgens het APV mogen vogels ook niet gevoerd worden. Er is een nieuwe bloementuin en kunstenaar Hoshyar Rasheed heeft verschillende beelden ontworpen bij de afronding van de renovatie. Sinds jaar en dag staat ook de Windzuil van Cornelius Rogge in het park.

## Bereikbaarheid
Het park is goed te bereiken met tramlijn 7, halte Burgemeester Fockstraat.